# Чемпіонат Чернівецької області з футболу
Чемпіонат Чернівецької області з футболу — обласні футбольні змагання серед аматорських команд. Проводяться під егідою Асоціації футболу Чернівецької області.

## Усі переможці
| Сезон             | Чемпіон                                    | 2 місце                                    | 3 місце                             |
| 1941              | «Спартак» (м. Чернівці)                    |                                            |                                     |
| 1945              | В/ч 224374 (м. Чернівці)                   |                                            |                                     |
| 1946              | «Спартак» (м. Чернівці)                    |                                            |                                     |
| 1947              | «Авіагарнізон» (м. Чернівці)               |                                            |                                     |
| 1948              | «Динамо» (м. Чернівці)                     |                                            |                                     |
| 1949              | «Колгоспник» (с. Ленківці)                 |                                            |                                     |
| 1950              | «Колгоспник» (с. Ленківці)                 |                                            |                                     |
| 1951              | «Динамо» (м. Чернівці)                     |                                            |                                     |
| 1952              | ОБО (м. Чернівці)                          |                                            |                                     |
| 1953              | «Динамо» (м. Чернівці)                     |                                            |                                     |
| 1954              | «Динамо» (м. Чернівці)                     |                                            |                                     |
| 1955              | «Буревісник» (м. Чернівці)                 |                                            |                                     |
| 1956              | «Динамо» (м. Чернівці)                     |                                            |                                     |
| 1957              | «Буревісник» (м. Чернівці)                 |                                            |                                     |
| 1958 (весна)      | «Динамо» (м. Чернівці)                     |                                            |                                     |
| 1958 (осінь)      | ОБО (м. Чернівці)                          |                                            |                                     |
| 1959              | «Авангард» (м. Чернівці)                   |                                            |                                     |
| 1960              | «Авангард» (м. Чернівці)                   |                                            |                                     |
| 1961              | «Буковина» (м. Чернівці)                   |                                            |                                     |
| 1962              | «Колгоспник» (м. Кіцмань)                  |                                            |                                     |
| 1963              | ОБО (м. Чернівці)                          |                                            |                                     |
| 1964              | «Колгоспник» (м. Кіцмань)                  |                                            |                                     |
| 1965              | «Буковина» (м. Чернівці)                   |                                            |                                     |
| 1966              | «Буковина» (м. Чернівці)                   |                                            |                                     |
| 1967              | «Колгоспник» (м. Заставна)                 |                                            |                                     |
| 1968              | «Восход» (м. Чернівці)                     |                                            |                                     |
| 1969              | «Восход» (м. Чернівці)                     |                                            |                                     |
| 1970              | «Легмаш» (м. Чернівці)                     | «Бетонник» (м. Чернівці)                   | «Спиртзавод» (м. Чернівці)          |
| 1971              | ДОК (м. Чернівці)                          | «Легмаш» (м. Чернівці)                     | «Восход» (м. Чернівці)              |
| 1972              | «Колгоспник» (м. Кіцмань)                  | ДОК (м. Чернівці)                          | «Восход» (м. Чернівці)              |
| 1973              | «Восход» (м. Чернівці)                     | «Автомобіліст» (м. Кіцмань)                | «Легмаш» (м. Чернівці)              |
| 1974              | «Восход» (м. Чернівці)                     | ДОК (м. Чернівці)                          | «Колос» (м. Заставна)               |
| 1975              | «Колос» (смт Лужани)                       |                                            |                                     |
| 1976              | «Буковина» (м. Чернівці)                   | «Колос» (смт Лужани)                       | «Сільмаш» (м. Чернівці)             |
| 1977              | «Сірет» (м. Сторожинець)                   | ДОК (м. Чернівці)                          | «Буковина» (м. Чернівці)            |
| 1978              | «Сірет» (м. Сторожинець)                   | ДОК (м. Чернівці)                          | «Буковина» (м. Чернівці)            |
| 1979              | ДОК (м. Чернівці)                          | «Метеор» (м. Чернівці)                     | «Колос» (смт Лужани)                |
| 1980              | «Метеор» (м. Чернівці)                     | «Будівельник» (м. Сторожинець)             | «Легмаш» (м. Чернівці)              |
| 1981              | «Легмаш» (м. Чернівці)                     | «Метеор» (м. Чернівці)                     | «Будівельник» (м. Сторожинець)      |
| 1982              | ГВЗ (м. Чернівці)                          | «Буковина» (м. Чернівці)                   | «Карпати» (м. Сторожинець)          |
| 1983              | «Карпати» (м. Сторожинець)                 | ГВЗ (м. Чернівці)                          | «Легмаш» (м. Чернівці)              |
| 1984              | «Легмаш» (м. Чернівці)                     | «Дружба» (с. Киселів)                      | «Метеор» (м. Чернівці)              |
| 1985              | «Легмаш» (м. Чернівці)                     | «Дружба» (с. Киселів)                      | «Емальпосуд» Садгора (м. Чернівці)  |
| 1986              | «Легмаш» (м. Чернівці)                     | «Автомобіліст» (м. Чернівці)               | «Емальпосуд» Садгора (м. Чернівці)  |
| 1987              | «Емальпосуд» Садгора (м. Чернівці)         | «Легмаш» (м. Чернівці)                     | ГВЗ (м. Чернівці)                   |
| 1988              | «Емальпосуд» Садгора (м. Чернівці)         | «Легмаш» (м. Чернівці)                     | ГВЗ (м. Чернівці)                   |
| 1989              | «Емальпосуд» Садгора (м. Чернівці)         | «Легмаш» (м. Чернівці)                     | «Колос» (м. Новоселиця)             |
| 1990              | «Легмаш» (м. Чернівці)                     | «Металіст» (м. Чернівці)                   | «Підгір'я» (м. Сторожинець)         |
| 1991              | «Лада» (м. Чернівці)                       | «Колос» (м. Заставна)                      | «Підгір'я» (м. Сторожинець)         |
| 1992              | «Лада» (м. Чернівці)                       | «Метеор» (м. Чернівці)                     | «Карпати» Садгора (м. Чернівці)     |
| 1992/1993         | «Лада» (м. Чернівці)                       | «Легмаш» (м. Чернівці)                     | «Гравітон-Метеор» (м. Чернівці)     |
| 1993/1994         | «Легмаш» (м. Чернівці)                     | «Дністер» (с. Дорошівці)                   | «Черемош» (м. Вижниця)              |
| 1994/1995         | «Меблевик-Розвиток» (м. Чернівці)          | «Підгір'я» (м. Сторожинець)                | «Черемош» (м. Вижниця)              |
| 1995/1996         | «Меблевик» (м. Чернівці)                   | «Дружба» (с. Киселів)                      | «Підгір'я» (м. Сторожинець)         |
| 1996/1997         | «Колос» (м. Новоселиця)                    | «Черемош» (м. Вижниця)                     | ФК «Заставна» (м. Заставна)         |
| 1997/1998         | «Черемош» (м. Вижниця)                     | «Калинівський ринок» Садгора (м. Чернівці) | «Митник» (станція Вадул-Сірет)      |
| 1998/1999         | «Калинівський ринок» Садгора (м. Чернівці) | «Митник» (станція Вадул-Сірет)             | «Колос» (смт Лужани)                |
| 1999/2000 (весна) | «Митник» (станція Вадул-Сірет)             | «Колос» (смт Лужани)                       | «Черемош» (м. Вижниця)              |
| 2000 (осінь)      | ФК «Лужани» (смт Лужани)                   | «Митник» (станція Вадул-Сірет)             | «Університет» (м. Чернівці)         |
| 2001              | «Митник» (станція Вадул-Сірет)             | «Калинівський ринок» Садгора (м. Чернівці) | ФК «Лужани» (смт Лужани)            |
| 2002              | ФК «Лужани» (смт Лужани)                   | «Митник» (станція Вадул-Сірет)             | КНТЕУ-СКА (м. Чернівці)             |
| 2003              | «Митник» (станція Вадул-Сірет)             | ФК «Кіцмань» (м. Кіцмань)                  | «Підгір'я» (м. Сторожинець)         |
| 2004              | ФК «Лужани» (смт Лужани)                   | РСК «Кіцмань» (м. Кіцмань)                 | «Митник» (станція Вадул-Сірет)      |
| 2005              | ФК «Лужани» (смт Лужани)                   | «Митник» (станція Вадул-Сірет)             | «Меркурій-ЧТЕІ-Демік» (м. Чернівці) |
| 2006              | «Малик» (с. Дорошівці)                     | «Митник» (станція Вадул-Сірет)             | ФК «Лужани» (смт Лужани)            |
| 2007              | ФК «Кіцмань» (м. Кіцмань)                  | ФК «Лужани» (смт Лужани)                   | «Олбі-Рос Дрім-Тім» (м. Чернівці)   |
| 2008              | ФК «Лужани» (смт Лужани)                   | ФК «Кіцмань» (м. Кіцмань)                  | «Ротор» (с. Слобода)                |
| 2009              | «Дністер» (с. Дорошівці)                   | ФК «Лужани» (смт Лужани)                   | «Колос» (м. Новоселиця)             |
| 2010              | ФК «Банилів» (с. Банилів)                  | «Дністер» (с. Дорошівці)                   | «Лісівник» (с. Бабине)              |
| 2011              | ФК «Банилів» (с. Банилів)                  | «Волока» (с. Волока)                       | «Мрія» (смт Глибока)                |
| 2012              | ФК «Глибока» (смт Глибока)                 | «Маяк» (с. Великий Кучурів)                | ФК «Банилів» (с. Банилів)           |
| 2013              | «Маяк» (с. Великий Кучурів)                | ФК «Новоселиця» (м. Новоселиця)            | «Металіст-Ілаш» (смт Кельменці)     |
| 2014              | «Підгір'я» (м. Сторожинець)                | «Зарінок» (с. Тисовець)                    | «Біла-Урожай» (с. Біла)             |
| 2015              | «Волока» (с. Волока)                       | «Маяк» (с. Великий Кучурів)                | «Зарінок» (с. Тисовець)             |
| 2016              | «Волока» (с. Волока)                       | ФК «Іванківці» (с. Іванківці)              | ФК «Університет» (м. Чернівці)      |
| 2017              | ФК «Університет» (м. Чернівці)             | «Волока» (с. Волока)                       | ФК «Іванківці» (с. Іванківці)       |
| 2018              | ФК «Неполоківці» (смт. Неполоківці)        | МСК «Кіцмань» (м. Кіцмань)                 | ФК «Коровія» (с. Коровія)           |
| 2019              | «Волока» (с. Волока)                       | ФК «Неполоківці» (смт. Неполоківці)        | «ШКВАЛ» (с. Чорнівка)               |
| 2020              | «Довбуш» (м. Чернівці)                     | ФК «Нижні Станівці» (с. Нижні Станівці)    | ФК «Чагор» (с. Чагор)               |
| 2021              | «Довбуш» (м. Чернівці)                     | ФК «Брусниця» (с. Брусниця)                | ФК «Глибока» (смт. Глибока)         |
| 2022/23           | «Фазенда» (м. Чернівці)                    | «Волока» (с. Волока)                       | ФК «Брусниця» (с. Брусниця)         |
| 2023/24           | «Фазенда» (м. Чернівці)                    | ФК «Брусниця» (с. Брусниця)                | ФК «Луко» (с. Луковиця)             |
| 2024/25           | «Фазенда» (м. Чернівці)                    | ФК «Брусниця» (с. Брусниця)                | «Довбуш» (м. Чернівці)              |